# Дони-Кладари
Дони-Кладари (серб. Доњи Кладари) — населенный пункт в общине Србац, который принадлежит энтитету Республике Сербской, Босния и Герцеговина. По результатам югославской переписи населения 1991 года в Дони Кладари проживало 222 человека.

## Население
| 1948                           | 1953 | 1961 | 1971 | 1981 | 1991 | - |
| ------------------------------ | ---- | ---- | ---- | ---- | ---- | - |
| 311                            | 331  | 285  | 290  | 244  | 222  | - |
| Гистограмма динамики населения |      |      |      |      |      |   |